# Pfarrkirche Deutsch Schützen

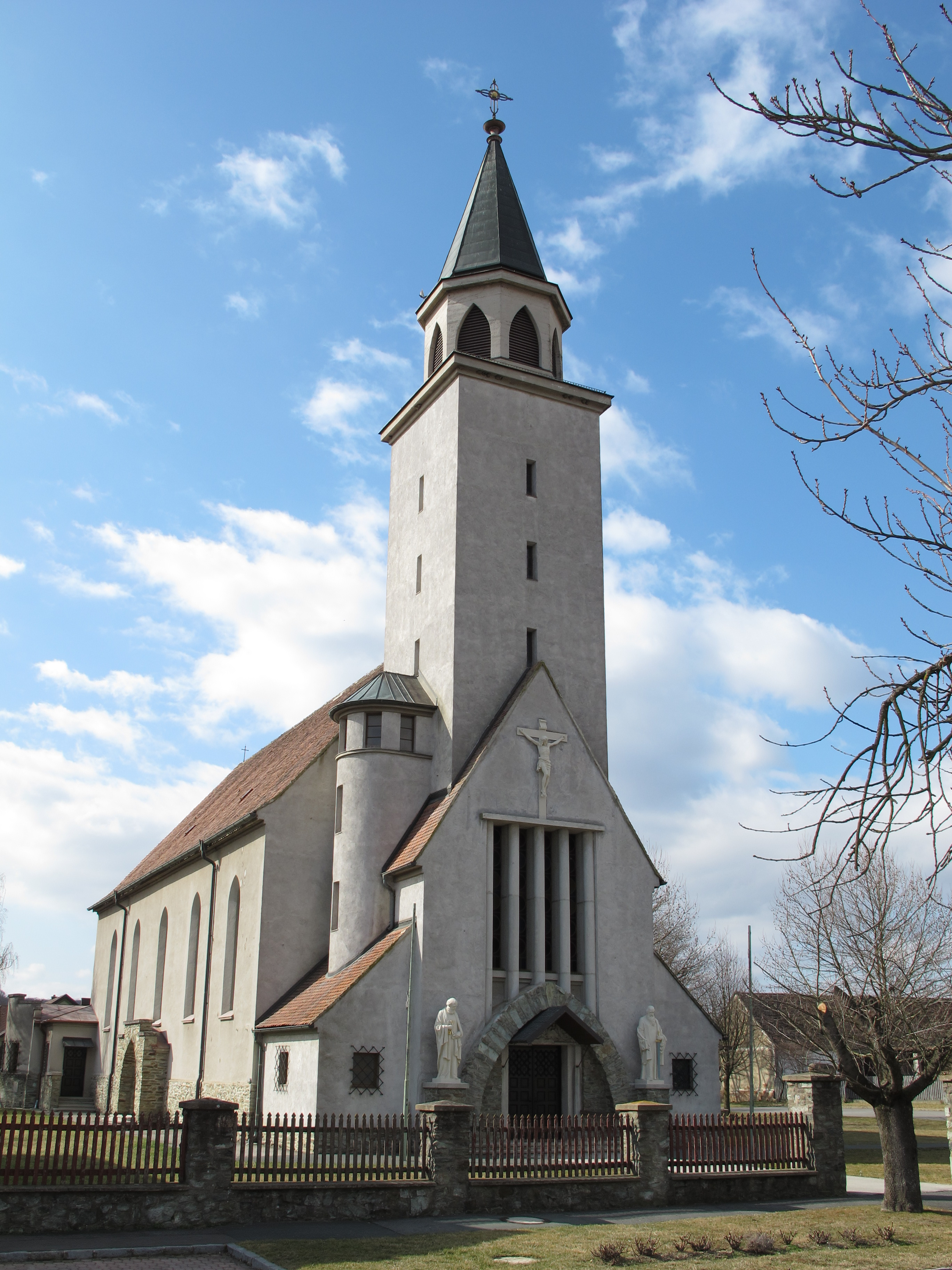
Pfarrkirche Deutsch Schützen

Die römisch-katholische Pfarrkirche Deutsch Schützen steht in der Katastralgemeinde Deutsch Schützen in der Gemeinde Deutsch Schützen-Eisenberg (kroatisch: Livio-Čjeka, ungarisch: Németlövő-Csejke) im Bezirk Oberwart im Burgenland. Sie ist dem Fest Mariä Namen gewidmet und gehört zum Dekanat Güssing in der Diözese Eisenstadt. Ihr ist die Filialkirche Eisenberg an der Pinka zugeordnet.

## Geschichte
Die Pfarre bestand bereits im Mittelalter. Die Erhebung zur Pfarre wurde im Jahr 1741 erneuert. Die Kirche wurde in den Jahren 1933 bis 1938 nach Plänen von Dionysius Kopfensteiner errichtet. Zuvor war die Martinskirche im alten Ortskern Pfarrkirche. Im Jahr 1977 wurde die heutige Pfarrkirche erstmals einer Innenrenovierung unterzogen.

## Architektur und Ausstattung

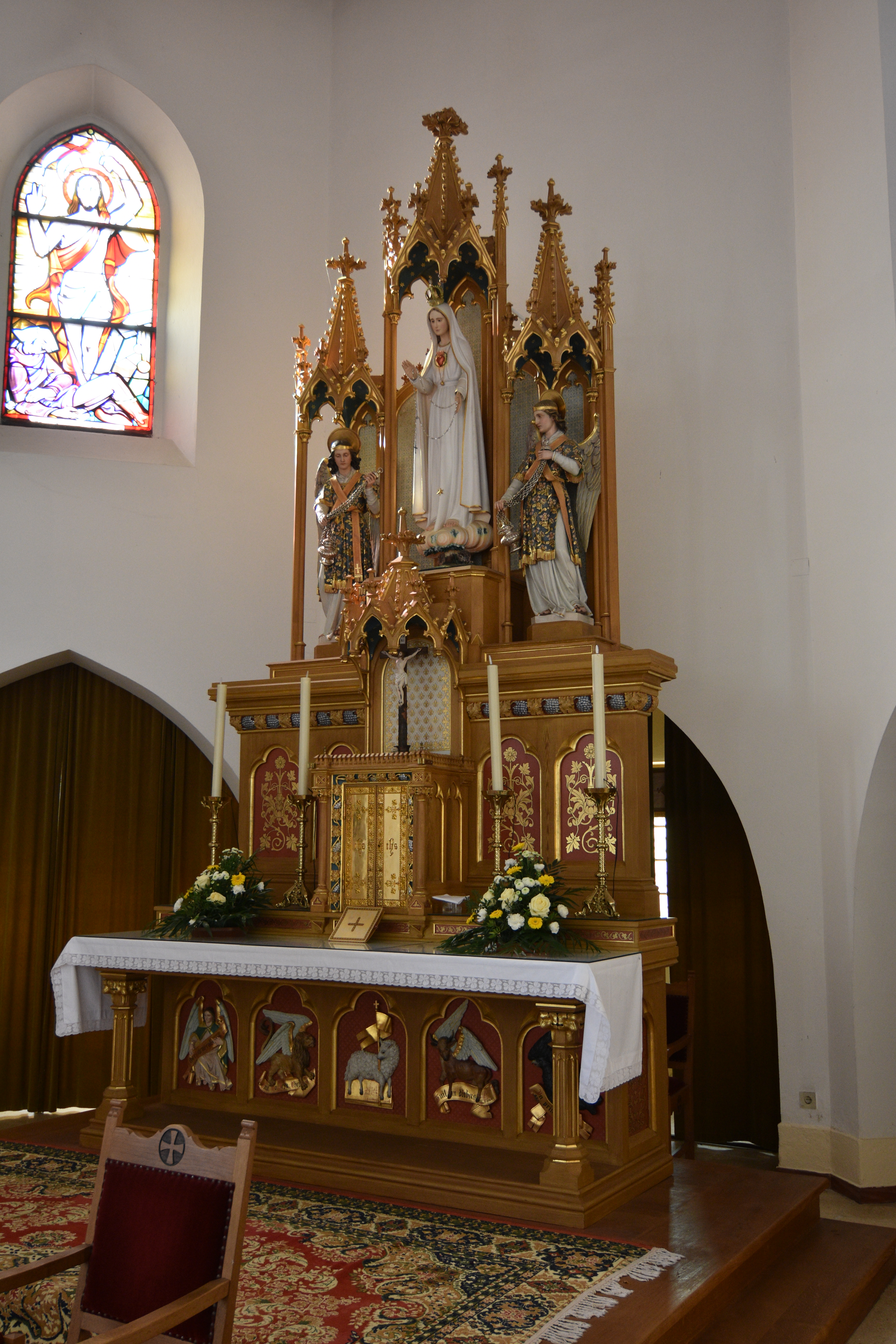
Der Altar

Das Gotteshaus ist ein großer Bau in romanischen Formen. Der Altar ist neogotisch und stammt aus dem Kloster der Barmherzigen Schwestern in Graz. Die Kanzel wurde von Karl Holey entworfen. Die Orgel mit 12 Registern (12/I/P) baute Franz Ullmann im Jahr 1853. Sie stammt aus dem ehemaligen Franziskanerkloster in Güssing.